# Constantin II (empereur romain)
Pour les articles homonymes, voir Constantin II.
Constantin II (Flavius Claudius Constantinus Augustus en latin), né en 316 à Arles et mort en avril 340 près d'Aquilée, est un empereur romain chrétien du Bas-Empire. 
Deuxième fils de l'empereur Constantin Ier, qui le proclame César en 317 avec son demi-frère Crispus, il accède à la tête de l'Empire romain en 337, conjointement avec ses frères Constance II et Constant Ier. Sa volonté d'imposer son droit de primogéniture le conduit à la mort lors d'une tentative ratée d'invasion de l'Italie.

## Biographie

### César
Constantin II est le premier fils de la seconde union de Constantin Ier avec Fausta, fille de Maximien Hercule et sœur de Maxence. Il est né à Arles en 316, à une date qui n'est pas connue avec précision — soit en été (peut-être le 16 août), soit à la fin de l'année. Il a deux frères (Constance II, né en 318, et Constant Ier, né en 320 ou 323), ainsi que deux sœurs (Constance et Hélène). 
Le 1er mars 317, Constantin Ier décide de conférer à l'enfant, ainsi qu'à son demi-frère aîné Crispus — né d'une première union de l'empereur — et au fils de Licinius, Licinius II, le titre de « nobilissimes césars » ; en 321, Crispus, victorieux d'une campagne contre les Francs, partage son consulat avec son jeune frère. 
À l'âge de sept ans, en 322-323, Constantin II prend part à la campagne contre les Sarmates sous la direction de son père. En 324, son frère Constance II est proclamé césar à ses côtés, mais, après la mort de Fausta et de Crispus en 326, les fils de Constantin Ier ne résident plus avec lui que sporadiquement avant que Constantin II soit envoyé à Trèves où il réside ensuite habituellement. En 328, Constantin II est crédité d'une victoire de ses généraux contre les Alamans et, en 331, est gratifié du titre d’Alamannicus à l'issue d'une autre victoire contre les Francs et les Alamans. Eusèbe de Césarée rapporte que Constantin II a été marié, mais on ignore le nom et l'identité de son épouse, même s'il est vraisemblable qu'elle appartienne au clan constantinien, peut-être une sœur de Flavius Optatus, ou encore, une fille de Flavius Optatus.

La carrière militaire de Constantin II se poursuit quand Constantin Ier le rappelle en 332 pour prendre la tête d'une campagne contre les Wisigoths Tervinges, à la demande des Sarmates établis le long du Danube, ce qui lui vaut les titres de Sarmaticus et de Germanicus maximus. La campagne est couronnée de succès à l'issue d'une importante victoire en date du 20 avril, qui ouvre la voie à la coexistence avec les Goths et leur progressive intégration dans l'Empire. 

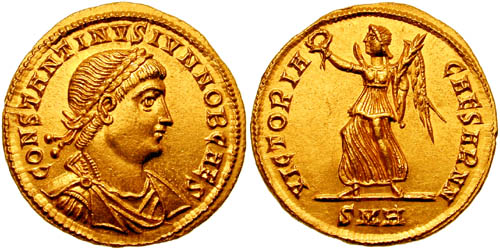
Solidus de Constantin II.

En 335, Constantin Ier prend de nouvelles dispositions pour sa succession, mais on ne sait précisément s'il avait l'intention de reconstituer une tétrarchie ou s'il envisageait plutôt de léguer l'intégralité de l'Empire à Constantin II, qui aurait ainsi occupé une place prédominante, au-dessus des autres césars, similaire à la sienne. En tout état de cause, Constantin Ier décide de la partition dont l'Empire doit faire l'objet après sa mort, dans un partage entre ses fils — Constantin II, Constance II et Constant Ier — et ses neveux — les césars Flavius Dalmatius et Flavius Hannibalianus —, partage qui doit cependant maintenir une autorité impériale unique, dont l'unité serait assurée par Constantin II divinisé.

### Auguste

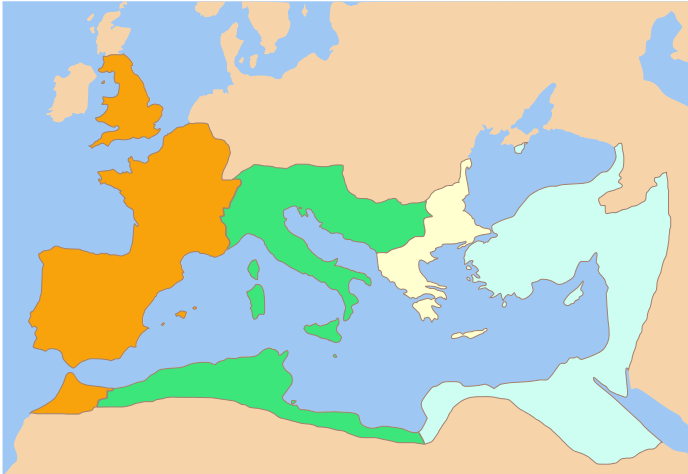
Partage de l'Empire Romain entre les Césars nommés par Constantin Ier (empereur romain) : de l'ouest à l'est, les territoires de Constantin II, Constant, Flavius Dalmatius et Constance II.

L'Empire est ainsi réparti entre Constantin II (auquel échoient la Gaule, la Bretagne et l'Hispanie), Constant Ier (auquel reviennent, sous la tutelle de son frère aîné, l'Italie, l'Afrique et la Pannonie), Constance II (qui reçoit l'Asie Mineure, la Syrie et l'Égypte) et Flavius Dalmatius (qui obtient la Macédoine et la Thrace), tandis que le frère de ce dernier, Flavius Hannibalianus, maintenu à l'écart du collège impérial, est nommé roi des rois des nations pontiques. Lorsque Constantin Ier meurt en 337, l'Empire est donc dirigé par quatre césars, sans auguste. Cependant, cette situation inédite ne perdure guère, car ses fils entreprennent de faire massacrer par l'armée les frères de Constantin et leurs enfants mâles, au nombre desquels Flavius Dalmatius, Flavius Hannibalianus et cinq de leurs cousins — à l'exception toutefois de Constantius Gallus et Julien. Il paraît douteux que ces meurtres aient été concertés par Constantin II et ses frères qui ne s'étaient pas vus depuis longtemps et se trouvaient alors assez éloignés les uns des autres ; il apparaît ainsi plus vraisemblable qu'ils soient le fait du seul Constance II et de son entourage. 
L'Empire connaît alors un conflit théologique qui oppose les tenants d'un christianisme arien et les partisans d'un christianisme nicéen, dont l'un des farouches défenseurs est l'évêque d'Alexandrie Athanase qui, évincé de son siège épiscopal, se réfugie à Trèves où réside Constantin II. Ce dernier, au nom des césars et de leur père, rétablit Athanase d'Alexandrie sur son siège en juin 337, se présentant de la sorte comme l’auguste senior. Les trois frères se rencontrent à Viminacium ou, plus vraisemblablement, à Sirmium, en Pannonie, le 9 septembre 337, pour partager le monde Romain entre eux : ils prennent alors le titre d’augustes, qu'ils font reconnaître par l'armée, le Sénat et le peuple de Rome.

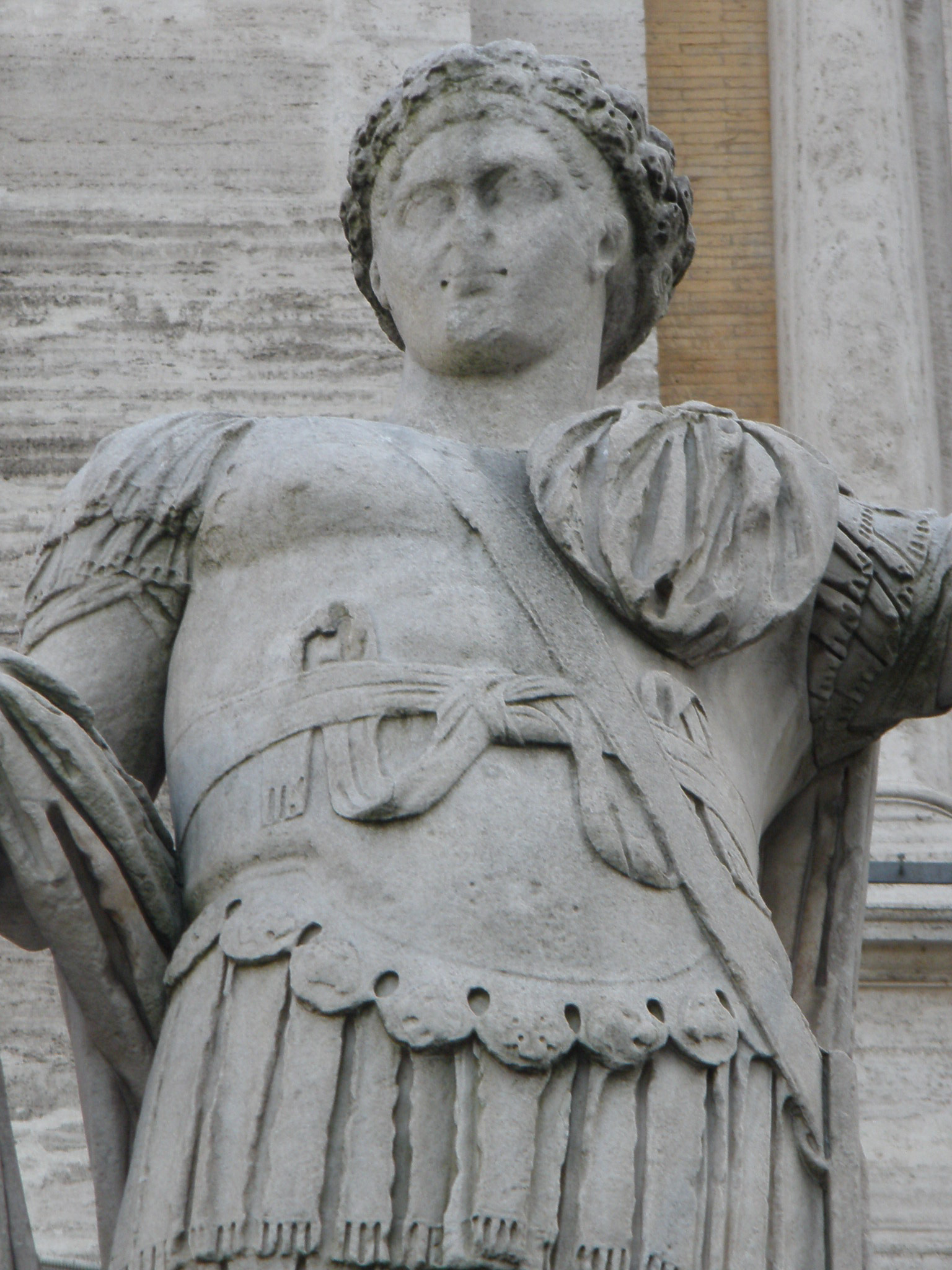
Statue de l'empereur Constantin II au Capitole de Rome.

Des complications apparaissent entre le jeune Constant Ier et Constantin II. Ce dernier ne relâche pas sa tutelle sur son jeune frère et se plaint en outre de ne pas avoir la part correspondant à son droit d'aînesse. Constantin II est déçu que Constant ait reçu la Thrace et la Macédoine après la mort de Flavius Dalmatius, et demande à Constant Ier les provinces d'Afrique, que ce dernier accepte de lui céder pour maintenir une paix fragile. Cependant les deux frères se querellent au sujet des provinces africaines de Carthage, qui relèvent de l'Italie et de l'Afrique. 
En 339, Constant Ier s'affranchit de sa tutelle et, l'année suivante, Constantin II marche sur l'Italie avec ses armées. Constant Ier, alors en Dacie, envoie ses meilleures troupes d'Illyrie. Constantin II, engagé dans des opérations militaires, est tué dans une embuscade dans les environs d'Aquilée, à la suite de quoi Constant Ier prend le contrôle du domaine de son aîné, tandis que le troisième frère, Constance II, garde le pouvoir dans la partie orientale de l'Empire. L'Empire est alors réparti entre les deux frères restants, dans une partition qui est doublée du différend religieux arien dans lequel ils sont d'avis opposés.

### Sources primaires
- Zosime, Historia Nova, Book 2 Historia Nova.
- Aurelius Victor, Epitome de Caesaribus.
- Eutrope, Breviarium ab urbe condita.

### Ouvrages anciens
- Edward Gibbon, Histoire de la décadence et de la chute de l'Empire romain (1788).

### Recherche contemporaine
- (en) AH. M. Jones, J.R. Martindale, The Prosopography of the Later Roman Empire, vol. I : AD 260-395, Cambridge University Press, 1971.
- Pierre Maraval, Les fils de Constantin, Paris, CNRS éditions, coll. « Biblis », 2013, 334 p. (ISBN 978-2-271-08819-2)
- Pierre Maraval, Constantin le Grand. Empereur romain, empereur chrétien : 306-337, Paris, Tallandier, coll. « Texto », 2014, 2e éd. (1re éd. 2011) (ISBN 979-10-210-0512-9)
- Cécile Morrisson (dir.), Le monde byzantin, vol. I : L'Empire romain d'Orient (330-641), Paris, Presses universitaires de France, coll. « Nouvelle Clio », 2012 (1re éd. 2004) (ISBN 978-2-13-059559-5)

### Essais
- (en) Alexander Canduci, Triumph and Tragedy : The Rise and Fall of Rome's Immortal Emperors, Pier 9, 2010, 367 p. (ISBN 978-1-74196-598-8).